# Getto van Vilnius
Het Getto van Vilnius was een door Nazi-Duitsland in 1941 opgezet getto in Vilnius, Litouwen, dat toen viel onder het rijkscommissariaat Ostland.
Gedurende de twee jaar van haar bestaan nam de bevolking van het getto af van een geschatte 40.000 personen tot nul, als gevolg van verhongering, ziekte, executies, mishandeling en deportaties naar concentratiekampen en vernietigingskampen. Slechts enkele honderden mensen slaagden erin het getto te overleven, veelal door zich na een ontsnapping te verbergen in de wouden die de stad omringen of door onder te duiken bij sympathiserende bewoners.